# Hetyei József
Hetyei József (Budapest, 1953 –) magyar menedzser, gazdasági, informatikai szakíró és egyetemi oktató.

## Élete
Külföldi (brit) menedzsment és közgazdasági, hazai informatikai és műszaki diplomákkal rendelkezik.
Nemzetközi, tanúsított vezetési tanácsadó (Certified Management Consultant, CMC), informatikai beruházási, beszerzési és alkalmazás-fejlesztési szakértő (Neumann János Számítógép-Tudományi Társaságnak), ahol tagja a Gazdaságinformatikai Kutatási és Oktatási Fórumnak is.
Tagja a Vezetési Tanácsadók Magyarországi Szövetségének, ezen belül a CMC Bizottságnak, a Magyar Közgazdasági Társaságnak, a Neumann János Számítógép-tudományi Társaságnak. Szerepel a Who is Who című kiadványban is.
Társszerzője a Menedzsment Tanácsadási Kézikönyv 2010-nek (Akadémiai Kiadó, Budapest) és a következő, 2016-ban megjelenő változatnak is.
1996-97-ben egyik társszerzője volt a Miskolci Egyetem Informatikai Intézete által összefogott, koordinált, a Phare TDQM program keretében készült A technológiai menedzsment informatikai eszközei. Informatikai rendszerek című szakkönyvnek.
Országos ismertségre a Menedzsment Informatikai Szakkönyvek sorozat (ComputerBooks Kiadó, Budapest) ötletadójaként, szakmai "motorjaként", szerkesztőjeként, fő szerzőjeként és társlektoraként (szaklektorként) tett szert. A sorozat eddig megjelent kötetei:
- ERP rendszerek Magyarországon a 21. században 2. (2009)
- ERP rendszerek Magyarországon (2004)
- Pénzintézetek és állami intézmények információs rendszerei Magyarországon (2003)
- Vezetői döntéstámogató és elektronikus üzleti rendszerek Magyarországon (2001)
- Vállalatirányítási információs rendszerek Magyarországon 2 (2000)
- Vállalatirányítási információs rendszerek Magyarországon (1999)
E könyveket több ezer vállalat, intézet és magánszemély használja. Megtalálhatók valamennyi hazai és a legtöbb határon túli magyar, menedzsment, államigazgatási, pénzügyi, gazdasági, honvédelmi, informatikai képzést folytató egyetemünkön, főiskolánkon is, ahol szakirodalomként, néhány esetben pedig tankönyvként használják azokat s ahol már egy új generáció tanult ezekből. (BME, Corvinus, Nemzeti Közszolgálati, Zrínyi Miklós Nemzetvédelmi, NyME, Széchenyi, Szent István, Miskolci, Pécsi, Pannon, Szegedi, Debreceni, Babeș-Bolyai, Sapientia Egyetem (Erdély, Románia), Selye János Egyetem (Komárom, Szlovákia) IBS, BMF, BGF, Zsigmond Király, Gyöngyösi, Szolnoki, Gábor Dénes Főiskola, ÁVF, MÜTFI, II. Rákóczi Ferenc Főiskola (Nyitra, Ukrajna) és további intézmények).
2010-ben Tóth Gábor felkérte, vegyen részt vezető oktatóként a Budapesti Kommunikációs és Üzleti Főiskolán általa kidolgozott, posztgraduális vállalatirányítási rendszer-menedzser képzésben (vállalatirányítási rendszerek kiválasztása, értékelése). 2011-től ennek a szaknak a vezetője is. Később ezt a szakot átalakította, s így létrejött az Alkalmazói rendszer menedzsment képzési szakirány, ahol (posztgraduális) alkalmazói rendszer menedzser és alkalmazói rendszer menedzser szakközgazdász oklevelek szerezhetők. Ugyancsak kialakította és vezeti az Executve MBA for IT szakot is,  amellyel jelentős sikert ért  el: a szak  indulása, 2013. február óta minden  félévben sikerült új  évfolyamot indítani és számos  jelentős felső- és középvezető is itt tanult.
Szenior vezetési tanácsadóként számos jelentős projektet vezetett, illetve ilyenben részt vett (szenior tanácsadó, minőségbiztosító) itthon és külföldön, mind a vállalati, pénzintézeti, mind pedig a kormányzati, közigazgatási szektorban (Elcoteq Magyarország, Allianz Hungária Biztosító, Hungária Biztosító Számítástechnika Kft., Magyar Villamos Művek vállalatcsoport, MVM Informatika, Magyar Posta, OTP Garancia Biztosító, Kopint-Datorg, RHK, Transelektro-csoport, illetve Informatikai és Hírközlési Minisztérium, Miniszterelnöki Hivatal, Megyei Jogú Városok Szövetsége, Törökbálint Város Önkormányzata, Resen Város Önkormányzata (Macedónia), Vajdaság Autonóm Társaság Végrehajtó Tanácsa (Szerb Köztársaság). Döntő része volt az E-önkormányzat ágazati stratégia (IHM, 2002-2003) kidolgozásában, valamint az E-Közigazgatási Keretrendszer (MeH, BME VIK, Kopint-Datorg, 2008 - 2009) több projektje, illetve dokumentációja elkészítésében.
Jelentős menedzsment tapasztalattal is rendelkezik (Hungaropharma, Európa Biztosító, Aritma Kft, Inforient Kft., Palota Consulting Bt. és további cégek, intézmények).
Saját vezetési tanácsadó cége (Palota  Consulting) mellett más társaságokkal is együtt dolgozik, pl. T-Systems,  IDS Scheer, easyCON vagy IRF.

## Kötetei
- Vállalatirányítási információs rendszerek Magyarországon; szerk. Hetyei József; Computerbooks, Bp., 1999
- Vezetői döntéstámogató és elektronikus üzleti megoldások Magyarországon; szerk. Hetyei József; Computerbooks, Bp., 2001
- Pénzintézetek és állami intézmények információs rendszerei Magyarországon; szerk. Hetyei József, társszerk. Salgóné Sziklai Klára; Computerbooks, Bp., 2002
- ERP rendszerek Magyarországon a 21. században; szerk. ... Hetyei József, társszerk. Salgóné Sziklai Klára; Computerbooks, Bp., 2004 (Menedzsment informatikai szakkönyvek)
- ERP rendszerek Magyarországon a 21. században; szerk. Hetyei József, társszerk. Salgóné Sziklai Klára; 2. kiad., új rendszerekkel; Computerbooks, Bp., 2009 (Menedzsment informatikai szakkönyvek)